# Samuel García
Samuel García Cabrera, né le 4 décembre 1991 à Santa Cruz de La Palma, est un athlète espagnol, spécialiste du 400 m.
Son record est de 45 s 50 obtenu le 27 juillet 2014 à Alcobendas.
Lors des Championnats du monde 2017, il bat a deux reprises le record d'Espagne du relais 4 x 400 m, avec ses coéquipiers Óscar Husillos, Lucas Búa et Darwin Echeverry, pour le porter à 3 min 0 s 65.